# Eulithomyrmex rugosus
Eulithomyrmex rugosus är en myrart som först beskrevs av Carpenter 1930.  Eulithomyrmex rugosus ingår i släktet Eulithomyrmex och familjen myror. Inga underarter finns listade i Catalogue of Life.